# Kreis Gambarogno
Der Kreis Gambarogno bildet zusammen mit den Kreisen Isole, Locarno, Melezza, Navegna, Onsernone und Verzasca den Bezirk Locarno des Schweizer Kantons Tessin. Der Sitz des Kreisamtes ist in Gambarogno.

## Gemeinden
Der Kreis umfasst seit der Fusion der neun ehemaligen Gemeinden Caviano, Contone, Gerra (Gambarogno), Indemini, Magadino, Piazzogna, San Nazzaro, Sant’Abbondio und Vira am 25. April 2010 nur noch eine einzige Gemeinde:
| Wappen     | Name der Gemeinde | Einwohner 31. Dezember 2023 | Fläche in km² | BFS-Nr. |
| ---------- | ----------------- | --------------------------- | ------------- | ------- |
| Gambarogno | Gambarogno        | 5086                        | 51,79         | 5398    |